# Hannes Kottek
Hannes Kottek (* 23. August 1958 in Korneuburg; † 26. September 1994 in Wien) war ein österreichischer Jazzmusiker (Trompete, Flügelhorn).

## Leben und Wirken
Kottek, Sohn eines Musikers, begann mit 15 Jahren Trompete zu lernen. Vier Jahre später studierte er in Wien in der Jazzabteilung des Wiener Konservatoriums unter Erich Kleinschuster in der Trompetenklasse von Robert Politzer; daneben spielte er in der ORF-Big Band. Als Erster Trompeter tourte er von 1984 bis 1990 mit dem Vienna Art Orchestra und gehörte auch zu Hans Kollers International Brass Company. Zudem arbeitete er mit Friedrich Gulda, Gunther Schuller, dem Austrian Jazz Composers Orchestra, der Vienna Bigband Machine und den Bigbands von Teddy Ehrenreich und Richard Oesterreicher. Für Pro Brass, der er langjährig angehörte, komponierte und arrangierte er auch. Weiterhin spielte er im Wiener Opernorchester, im Orchester der Wiener Volksoper, [vi:nvi:n] und der ORF Sinfonietta. 1990 gründete er sein eigenes Quintett Kottek (S)Election. Er ist auf Alben mit dem Vienna Art Orchestra, Pro Brass, dem Art of Vienna Brass sowie als Studiomusiker von Rainhard Fendrich, Etta Scollo und Supermax zu hören. 1992 erkrankte er unheilbar an Leukämie, woran er am 26. September 1994 im Alter von nur 36 Jahren starb.

## Diskographische Hinweise
- Vienna Art Orchestra  Perpetuum Mobile (1985, neu aufgelegt als A Notion In Perpetual Motion)
- Vienna Art Orchestra Blues for Brahms (1989)
- Vienna Art Orchestra Chapter II (1991)

## Lexikalische Einträge
- Jürgen Wölfer: Jazz in Deutschland. Das Lexikon. Alle Musiker und Plattenfirmen von 1920 bis heute. Hannibal, Höfen 2008, ISBN 978-3-85445-274-4.